# 致狼子书简
致狼子书简是巴哈伊信仰的创立者巴哈欧拉所著的最后一本主要著作，在巴哈欧拉去世的前一年即1891年写就。此书原是給被称为狼子的伊斯法罕穆斯林神职人员谢赫·穆罕默德·塔基-纳杰菲的书信。塔基-纳杰菲出生于一个有权势的神职人员家庭。:281巴哈欧拉称呼他的父亲谢赫·穆罕默德·巴吉尔为「狼」，因為他對伊斯法罕的殉道者在1879年被處死負有責任。該父子因為與巴哈伊的死爾有關爾為人所知。 

## 內容

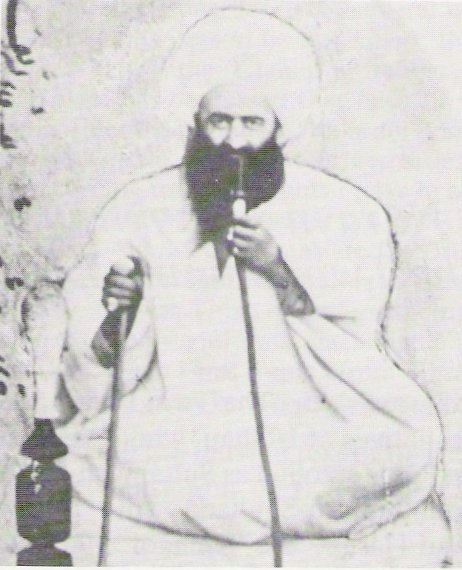
谢赫·穆罕默德·塔基-纳杰菲，被称为「狼」

在此書中，巴哈歐拉描述了諸如其在尼亞瓦蘭被捕、被锁链捆绑，以及波斯驻君士坦丁堡大使馆的成员关于他的阴谋诡计等歷史事件。書中的內容還包括他给土耳其官员Kamál Páshá关于他的政府召集的规划世界语言和文字的会议的建议。在题为《神临记》中，守基·阿芬第明确这次会面的日期定为1863年。
在这部著作中，巴哈欧拉大量引用了他自己先前启示的经文。这使得大部分內容為其以前作品中表达的重要概念的摘录總結。

## 外部鏈接
- Baháʼí Reference Library. Text of the English translation （页面存档备份，存于）.